# Jaume Capó Bosch
Jaume Capó Bosch (Andratx, 1924) és un prevere i canonista balear, impulsor dels Cursets de Cristiandat.
Germà de Joan Capó Bosch. Va estudiar al Seminari Conciliar de Mallorca i va ser ordenat el 1949. A Mallorca va ser membre directiu del Consell Diocesà dels Cursets de Cristiandat i director espiritual i professor de religió al col·legi La Salle. Va ser rector de Sóller.
El 1957 va iniciar la implantació del moviment a Vic, Lleida i Eivissa. El 1961 es va traslladar a Puerto Rico a petició de monsenyor James Peter Davis per a introduir-hi l'experiència del moviment dels cursets de cristiandat, que va arrelar aviat i hi va adquirir un gran impuls. El 1962 va ser el director fundador de la revista Sí.
La Casa de Cursillos de Cristiandad a Aguas Buenas duu el seu nom.
Des de Puerto Rico va col·laborar en la difusió del moviment a Santo Domingo (1962), Curação (1962), Veneçuela (1976), Perú, Santa Cruz (Illes Verges) i altres indrets d'Amèrica.
Com a especialista en Dret canònic el 1987 va ser nomenat vicari judicial del Tribunal Metropolità de Puerto Rico. És prelat d'honor de Sa Santedat i doctor honoris causa per la Universitat de Ponce (Puerto Rico).
Va tornar a Mallorca l'any 2001.
Va morir el dia 11 d'agost de 2019.

## Obres
- Carismas en la Iglesia.
- Cómo y por qué de los Cursillos de Cristiandad.
- Sacerdote ¿vagabundo o peregrino?
- Documentación para un estudio.
- Hacia una renovación de los Cursillos
- Testigos de Jehová.
- A pie firme en la Iglesia.
- Cristianos en camino.
- Matrimonio y comunicación
- Conceptos básicos y método de Cursillos de Cristiandad.
- Cursillos de Cristiandad y Vaticano II.
- El amor no se opone a la vida.
- Natalidad.
- Apostolado Seglar.
- El Amor no Engaña.
- Rastreando la verdad.
- Oraciones de Cada Día.
- El por qué y el cómo de Cursillos de Cristiandad.
- Matrimonio, amor y comunicación.
- María, la Madre.
- Caminad en el Amor.
- Yo soy Jesús.
- Conversando.
- Mentalidad de Cursillos de Cristiandad
- Llorad sobre vuestros hijos.
- Espigando.
- Cita con Dios.
- La verdad no envejece. 2018